# Maria Fernanda Coelho
Maria Fernanda Ramos Coelho (Recife, 6 de outubro de 1961) é uma bancária e executiva brasileira, ex-presidente da Caixa Econômica Federal. Com a saída do ministro Patrus Ananias, em função da votação do processo de impeachment da presidente Dilma Rousseff, assumiu interinamente o Ministério do Desenvolvimento Agrário, entre 14 e 19 de abril, quando o ministro foi reconduzido ao cargo.

## Carreira
Formada em jornalismo pela Universidade Católica de Pernambuco, Maria Fernanda especializou-se em finanças empresariais e em gestão pública pelo Ibmec.
Funcionária da Caixa desde 1984, assumiu a presidência em março de 2006, substituindo Jorge Mattoso. Como presidente do banco, conduziu o programa Minha Casa, Minha Vida, que financiou a aquisição de mais de um milhão de moradias, tendo recebido elogios do presidente Luiz Inácio Lula da Silva e os projetos ligados ao Programa de Aceleração do Crescimento (PAC). Foi considerada pela Revista Época um dos 100 brasileiros mais influentes de 2009.
Deixou o cargo em 24 de março de 2011, quando recebeu um convite da ministra do Planejamento Miriam Belchior para assumir a diretoria do Banco Interamericano de Desenvolvimento (BID), em Washington.
Atualmente está cedida ao Ministério das Relações Exteriores, atuando no Projeto de Cooperação Brasil Venezuela no âmbito do "Gran Misión Vivienda" cujo objetivo é a construção, em oito anos, de dois milhões de moradias.